# Brasiliomyces kumaonensis
Brasiliomyces kumaonensis är en svampart som beskrevs av N. Ahmad, A.K. Sarbhoy & Kamal 1998. Brasiliomyces kumaonensis ingår i släktet Brasiliomyces och familjen Erysiphaceae.   Inga underarter finns listade i Catalogue of Life.